# The Dandy Warhols Are Sound
The Dandy Warhols Are Sound è un album di remix del gruppo statunitense The Dandy Warhols, pubblicato nel 2009.
Il disco contiene le versioni remix dei brani del loro album del 2003, Welcome to the Monkey House.

## Tracce
1. Burned – 7:01
2. Scientist – 3:12
3. We Used to Be Friends – 4:11
4. The Last High – 6:27
5. Wonderful You – 4:28
6. The Dandy Warhols Love Almost Everyone – 2:12
7. I Am Over It – 4:46
8. Heavenly – 3:20
9. Plan A – 4:59
10. Rock Bottom – 3:02
11. I Am Sound – 4:05
12. Insincere – 3:30
13. Pete Int'l Spaceport – 4:19
14. You Ain't Goin Nowhere (bonus track) – 2:52
15. Last High (bonus track; Live at the Enmore, Sydney, Australia, 2008) – 4:13